# Стави Криму
Стави Криму — стави, які розташовані на території Автономної Республіки Крим (в адміністративних районах і басейнах річок).
На території Автономної Республіки Крим налічується 1898 ставків, загальною площею 12480 га, об’ємом 205,7 млн. м³.

## Загальна характеристика
Територія Автономної Республіки Крим(АР Крим) становить 26,1 тис. км² (4,3 % території України). Вона розташована на Кримському півострові в межах басейнів річок Приазов'я (74 % території автономної республіки) і Причорномор'я (26 %).
Гідрографічна мережа АР Крим включає дві середні річки: Чатирлик (106 км), що впадає в Каркінітську затоку Чорного моря і Салгир (204 км), що впадає у затоку Сиваш Азовського моря.
Ставки в Криму масово будувалися у 60-80 роки минулого століття. Реформування агропромислового комплексу призвело до зміни власників та користувачів споруд, змінилося цільове призначення ставків. 
Ставки використовуються наступним чином: для цілей зрошення — 326, рибництва — 367, рекреації — 103, водойми-накопичувачі — 110, комплексного призначення — 410, інші цілі — 582. 
Найбільше ставків знаходиться на території Сімферопольського (277 шт.), Бахчисарайського (241 шт.) та Білогірського (234 шт.) районів. 
Близько 22 % ставків АР Крим використовуються на умовах оренди. 

## Наявність ставків у межах адміністративно-територіальних районів та міст республіканського підпорядкування Автономної Республіки Крим[1]
| Район, місто       | Кількість ставків, шт. | Площа ставків, га | Об'єм ставків, млн м³ | В оренді, шт. | В оренді, га |
| ------------------ | ---------------------- | ----------------- | --------------------- | ------------- | ------------ |
| Бахчисарайський    | 241                    | 350               | 14,5                  | 57            | 120          |
| Білогірський       | 234                    | 510               | 17,1                  | 44            | 140          |
| Джанкойський       | 64                     | 900               | 9,9                   | 21            | 650          |
| Кировський         | 116                    | 360               | 7,1                   | 38            | 190          |
| Красногвардійський | 98                     | 180               | 6,2                   | 10            | 40           |
| Красноперекопський | 170                    | 4570              | 59,8                  | 37            | 920          |
| Ленінський         | 117                    | 750               | 14,3                  | 11            | 300          |
| Нижньогірський     | 50                     | 1080              | 12,4                  | 4             | 950          |
| Первомайський      | 22                     | 70                | 1,2                   | 4             | 30           |
| Роздольненський    | 85                     | 710               | 9,6                   | 11            | 100          |
| Сакський           | 97                     | 700               | 9,7                   | 66            | 640          |
| Сімферопольський   | 277                    | 530               | 14,1                  | 78            | 170          |
| Совєтський         | 70                     | 510               | 6,4                   | 31            | 220          |
| Чорноморський      | 9                      | 300               | 2,7                   | 5             | 270          |
| м. Сімферополь     | 27                     | 40                | 1,1                   | -*            | -            |
| м. Алушта          | 64                     | 70                | 3,0                   | -             | -            |
| м. Джанкой         | 1                      | 10                | 0,1                   | 1             | 10           |
| м. Євпаторія       | 3                      | 10                | 0,1                   | -             | -            |
| м. Керч            | 3                      | 20                | 0,3                   | -             | -            |
| м. Судак           | 41                     | 120               | 5,1                   | -             | -            |
| м. Феодосія        | 60                     | 670               | 10,1                  | 2             | 40           |
| м. Ялта            | 49                     | 20                | 0,9                   | -             | -            |
| Разом              | 1898                   | 12480             | 205,7                 | 420           | 4790         |

Примітки: -* -  немає ставків, переданих в оренду.

## Наявність ставків у межах основнихрайонів річкових басейнівна території Автономної Республіки Крим[1]
| Район річкового басейну        | Кількість ставків, шт. | Площа ставків, га | Об'єм ставків, млн м³ | В оренді, шт. | В оренді, га |
| ------------------------------ | ---------------------- | ----------------- | --------------------- | ------------- | ------------ |
| Річки Чорного моря, в т. ч.    | 872                    | 6546              | 111,5                 | -*            | -            |
| р. Альма                       | 108                    | 144               | 5,0                   | -             | -            |
| р. Кача                        | 50                     | 76                | 3,0                   | -             | -            |
| р. Бельбек                     | 77                     | 122               | 6,4                   | -             | -            |
| р. Західний Булганак           | 51                     | 155               | 53                    | -             | -            |
| Річки Азовського моря, в т. ч. | 1026                   | 5934              | 94,2                  | -             | -            |
| р. Салгир                      | 518                    | 1027              | 29,1                  | -             | -            |
| р. Мокрий Індол                | 34                     | 94                | 2,1                   | -             | -            |
| р. Східний Булганак            | 29                     | 112               | 2,3                   | -             | -            |
| Разом                          | 1898                   | 12480             | 205,7                 | 420           | 4790         |

Примітки: -* -  немає даних про ставки, передані в оренду, по басейнах основних річок.
У басейновому розрізі — більше ставків на річках, що впадають в Азовське море — 1026 шт., відповідно, на річках, що впадають у Чорне море — 872 шт. 